# Iván Centurión
Iván Osvaldo Centurión (Lomas del Mirador, 5 agosto 1988) è un calciatore argentino, difensore del Berazategui.

## Caratteristiche tecniche
È un difensore centrale.

## Carriera
È cresciuto nelle giovanili del San Lorenzo.